# Яруллин, Фарид Загидуллович
Фарид Загидуллович Яру́ллин (тат. Fərit Zahidulla uğlı Yarullin, Фәрит Заһидулла улы Яруллин; 19 декабря 1913  [1 января 1914], Казань или Кирби, Лаишевский район — 17 октября 1943, Новая Тухинь) — советский татарский композитор.
Автор музыки к первому национальному балету «Шурале».

## Биография
Родился 18 марта 1914 года в деревне Кирби Лаишевского уезда, в семье музыканта-самоучки Загидуллы Яруллина и Нагимы Ярмиевой.
В 1929 году окончил среднюю школу в Уфе. В 1930—1933 годах — учился в музыкальном техникуме в Казани. В 1937 окончил Рабфак Московской консерватории, в 1939 году — Татарскую оперную студию при Московской консерватории (класс Г. Литинского).
В историю татарского музыкального искусства вошёл как основоположник национального балета. Созданный им первый татарский балет «Шурале» по мотивам сказки Г. Тукая (либретто А. Файзи, Л. Якобсона) был поставлен на сцене Татарского театра оперы и балета в 1945 году. Балет получил широкую известность в стране и за рубежом, признан большим вкладом в золотой фонд татарской музыкальной культуры. Творчество Ф. Яруллина оказало определяющее влияние на развитие татарского национального балета. Его музыка отмечена новаторством в сфере мелодики и гармонии, масштабностью музыкального мышления, обобщением традиций татарской народной музыки, интонационным богатством и выразительностью.
В июне 1940 года познакомился со своей будущей женой — артисткой балета Галиной Георгиевной Сачек. Ей было 25 лет. Галина Георгиевна писала: «Фарид необычайно скромен и честен, его внутренний мир необычайно богат». Их дочь Наиля Яруллина родилась в 1942 г.
С июля 1941 года на фронтах Великой Отечественной войны, прошел обучение в Ульяновском пехотном училище, присвоено звание лейтенант. Участвовал в боях под Сталинградом, на Курской дуге.
Самому композитору не удалось увидеть первую постановку балета. Командир стрелкового взвода 19 танкового корпуса, лейтенант Фарид Яруллин погиб в бою за освобождение Белоруссии 17 октября 1943 года. Похоронен в братской могиле на 468 км автомагистрали Москва — Минск (на кладбище деревни Новая Тухинь, Осинторфский сельсовет, Дубровенский район, Витебская область, Белоруссия).

## Сочинения
- Балет «Шурале» («Леший», 1939—41)
- 1-я ч. симфонии (1939—40?)

Камерно-инструментальные ансамбли
- 3 пьесы для скрипки с фортепиано

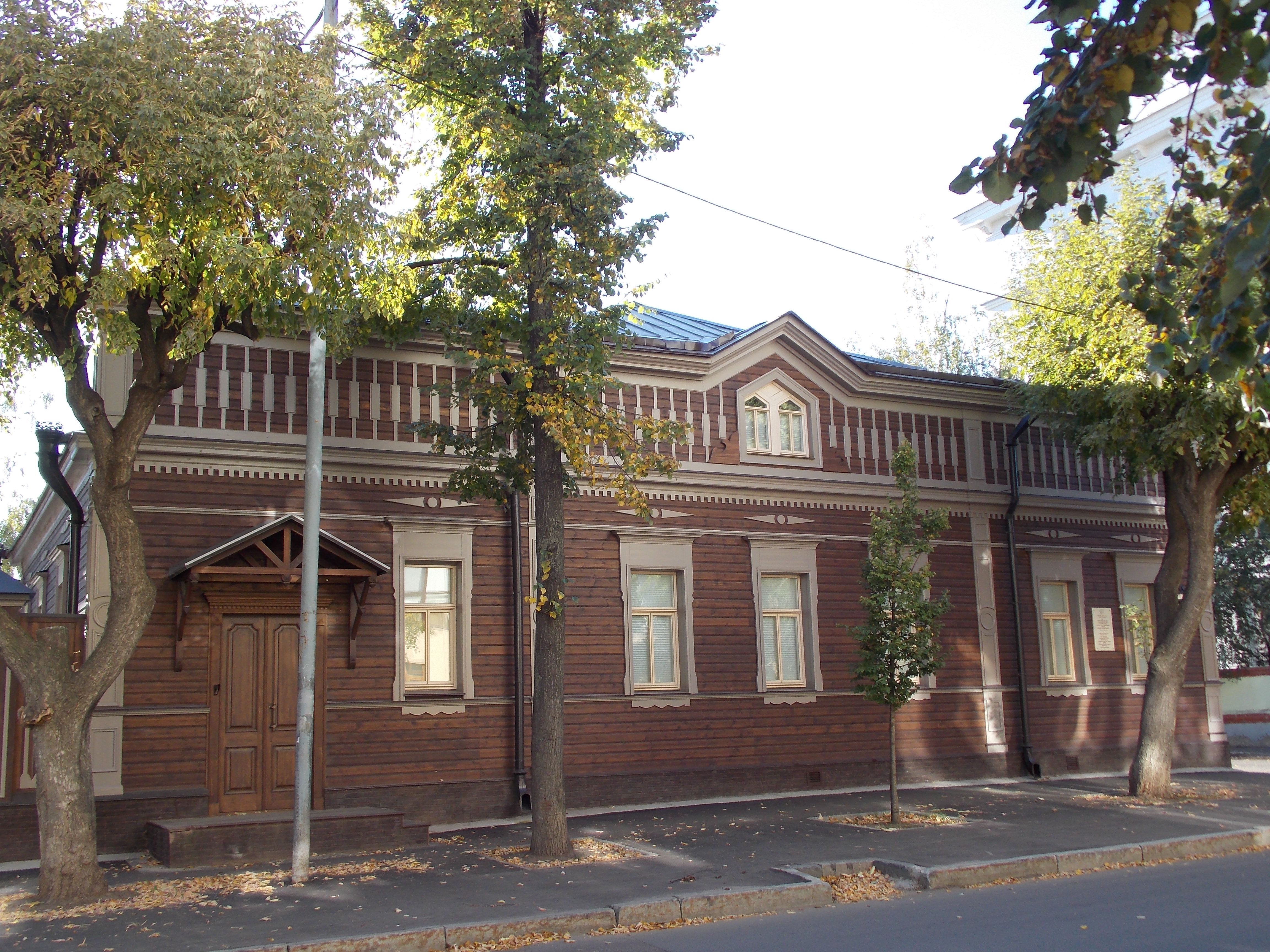
Дом Ф. Яруллина

- Соната для виолончели с фортепиано
- Струнный квартет
- Сонатина и этюд для фортепиано
- пьесы для скрипки и фортепиано: «Иртәнге җыр» («Утренняя песня»), «Хыяллар» («Мечты»), «Бию көе» («Плясовая»);

Для голоса с фортепиано
- Романсы: «Не пой, красавица, при мне», «Цыгане» (на стихи А. С. Пушкина, 1937)
- Песни: «Партизанка», «Удалая комсомолка», «На решающий бой», «Как в 20-й год», «Лирическая песня», «Лагерная», «Дайте дорогу, он идёт», «Летчики».

## Награды и звания
- Республиканская премия имени Габдуллы Тукая (1958, посмертно) — за балет «Шурале».

## Память
- В Казани в честь Фарида Яруллина названа одна из улиц[3].
- В Альметьевске есть Альметьевский музыкальный колледж имени Фарида Яруллина.
- В деревне Малая Сунь, где родился композитор, открыт музей посвящённый Ф. Яруллину[2].
- В городе Дубровно (Витебская область, Белоруссия) именем Фарида Яруллина названа детская школа искусств и в 2017 году установлен бюст[4].